# Allochalcis
Allochalcis is een geslacht van vliesvleugeligen uit de familie bronswespen (Chalcididae). De wetenschappelijke naam van dit geslacht is voor het eerst geldig gepubliceerd in 1905 door Kieffer.

## Soorten
Het geslacht Allochalcis omvat de volgende soorten:
- Allochalcis inermis (Kieffer, 1905)
- Allochalcis nervosa Kieffer, 1905
- Allochalcis poeta (Girault, 1934)
- Allochalcis rubrifemur (Girault, 1926)
- Allochalcis shakespearei (Girault, 1926)
- Allochalcis subfasciata (Walker, 1871)